# Mertenovo divadlo
Mertenovo divadlo byl divadelní soubor založený komikem Vojtou Mertenem v roce 1929. Soubor působil na různých pražských scénách až do roku 1936. Repertoár byl postaven na příbězích Kašpárka, kterého ztvárňoval Vojta Merten.

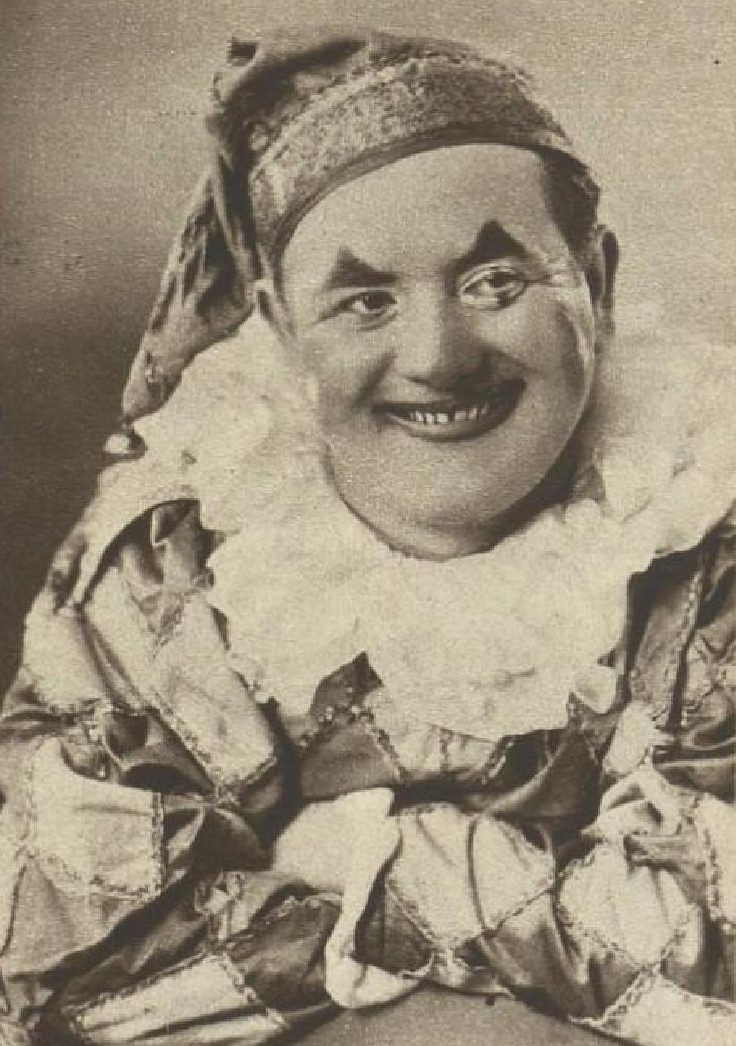
Vojta Merten jako Kašpárek

## Historie

### Vznik divadla
Merten již od roku 1924 uváděl v divadle Komedie úspěšně své hry o Kašpárkovi, kterého sám ztvárňoval. V roce 1929 se Merten spojil s podnikatelem Antonínem Meisnerem a seskupil kolem sebe asi desetičlennou skupinu herců, čímž vzniklo Mertenovo divadlo.

### Místo působení, soubor
Soubor nejdříve hrál v Rokoku na Václavském náměstí, po dohodě s Josefem Hášou pak od října 1929 v Osvobozeném divadle. Na jednotlivých představeních s Mertenem spolupracovali například někteří členové Osvobozeného divadla (Václav Trégl, František Filipovský, Franta Černý, Bohuš Záhorský, Jarmila Švabíková aj.) i herci z dalších pražských divadel (Jára Kohout, Ferenc Futurista, Nina Bártů, Jindřich Láznička a další). 
Dramaturgem divadla a stálým autorem her se stal Antonín Santner. Pro Mertena však psali také Josef Gruss, Jiří Červený, Václav Sedláček, Karel Balák a další. Představení doprovázela kapela šedesáti žižkovských dětí zpěváckého spolku Vítkov.

### Repertoár
Osou veškerých her byl Kašpárek, ztvárněný Vojtou Mertenem, s nímž vystupovaly další postavy. Každou středu a neděli byla premiéra nové hry, středeční hra se reprízovala v sobotu. Dialogy měly dvojsmyslný význam, jeden určený dětem, druhý rodičům. Kašpárek během představení komunikoval přímo s dětmi v hledišti a žádal je o rady či souhlas nebo nesouhlas. Ročně tak Merten uvedl desítky nových her.
Výběr z her:
- Jak Kašpárek se Šmidrou vysvobodil královnu
- Jak Kašpárek v jedné vesnici – se sousedy honil opici
- Jak Kašpárek zvítězil nad králem podzemní říše
- Kašpárek a Šmidra mezi Indiány
- Jak Kašpárek na cestách chytil hastrmana

### Zánik divadla
Divadlo bylo populární, k čemuž pomohl také rozhlas a gramofonové nahrávky. Stavěli se však proti němu někteří divadelní kritici, kteří poukazovali především na častou vulgární mluvu. Rovněž loutkaři viděli v živém Kašpárkovi znehodnocení Kašpárka loutkového.
Divadlo existovalo až do roku 1936, kdy pro vyčerpání zájmu publika činnost ukončilo. V té době hrálo v Praze příležitostně pro děti již několik dalších divadel a v roce 1935 vzniklo i specializované Pražské dětské divadlo Míly Mellanové.